# The Night (Valerie Dore)
The Night è il singolo di debutto di Valerie Dore, pubblicato nel 1984.

## Descrizione
Valerie Dore era il nome di un progetto musicale italo disco creato nel 1984 dal produttore Lino Nicolosi, in cui prima Dora Carofiglio e poi Rossana Nicolosi prestavano la propria voce, mentre Monica Stucchi offriva la propria interpretazione recitativa (sia nei video musicali che nelle esibizioni pubbliche, sempre in playback).
La canzone è stata scritta da Pino Nicolosi, componente dei Novecento.
Inciso a fine 1983 e proposto soprattutto al Festivalbar 1984, il singolo ha ottenuto un buon successo anche fuori dall'Italia, in particolare nei paesi germanofoni.

### Versioni successive
Nel 2003 il gruppo Scooter ha prodotto una cover di questo brano, nell'ambito dei generi disco, dance e new age, che andavano di moda in quegli anni.

## Classifiche
| Paese    | Classifica | Note      |
| -------- | ---------- | --------- |
| Italia   | #16        |           |
| Svizzera | #8         |           |
| Germania | #5         |           |
| Austria  | #26        | Anno 1985 |
| Francia  | #23        | Anno 1985 |